# Futuro: 48 horas
Futuro: 48 horas es una miniserie española para televisión dirigida por Manuel Estudillo basada en las últimas 48 horas de vida de Miguel Ángel Blanco.

## Argumento
Narra el secuestro del concejal de Ermua Miguel Ángel Blanco (interpretado por Andoni Gracia) y su posterior asesinato. También narra la angustia de toda su familia y amigos por la impotencia durante esas fatídicas 48 horas que la banda terrorista ETA había dado de plazo. La trama de esta película para televisión se centra en la investigación que en esas horas llevaron a cabo las Fuerzas y Cuerpos de Seguridad del Estado para dar con el paradero del concejal secuestrado, además de retratar el lado más humano de la tragedia y dar a conocer al gran público al protagonista de esta historia de final infeliz.

## Comentarios
La película fue rodada entre Madrid, Londres y Asturias. Los exteriores rodados en Asturias, reflejan con gran fidelidad los parajes del País Vasco. Para recrear Ermua se usó la localidad de Moreda, ya que ETA aún estaba en activo.

## Protagonistas
- Andoni Gracia: Miguel Ángel Blanco Garrido, concejal de Ermua (1995-† 1997).
- Mabel Rivera: Consuelo Garrido, madre del concejal.
- José Ángel Egido: Miguel Blanco, padre del concejal.
- Silvia Abascal: María del Mar Blanco Garrido, hermana del concejal.
- Roberto Álvarez: Agente de policía.